# Château de Montrésor
Vous lisez un « bon article » labellisé en 2015.
Le château de Montrésor est situé dans le sud-est du département d'Indre-et-Loire (37), en France, à une quinzaine de kilomètres à l'est de la ville de Loches sur le territoire de la commune de Montrésor.
Un éperon rocheux a accueilli successivement un donjon attribué à Foulques Nerra et intégré au système défensif des comtes d'Anjou en Touraine, une forteresse médiévale construite par Jean IV de Bueil, grand maître des arbalétriers, puis un logis Renaissance édifié par Imbert de Batarnay, influent personnage auprès de quatre rois de France. Après la Révolution au cours de laquelle le château, mal entretenu, est passé entre les mains de plusieurs propriétaires successifs, le comte Xavier Branicki, émigré polonais, mécène et maire de Montrésor de 1860 à 1870, rachète le domaine en 1849, répare certaines parties du château, en reconstruit d'autres ; il meuble le logis principal en style Second Empire et le décore avec de nombreuses œuvres d'art. Sa famille, toujours propriétaire, habite une partie d'un château presque totalement ouvert au public.
Le village lui-même, d'abord construit au pied du château, ne s'est véritablement développé qu'à partir du Moyen Âge ; au XXIe siècle, il s'est tourné vers une activité touristique dont le château constitue l'un des principaux atouts.

## Localisation
Le château de Montrésor, édifié sur un éperon rocheux, au flanc du coteau qui domine la concavité d'un méandre de l'Indrois, sur sa rive droite, a vu des maisons se construire à ses pieds à partir du Moyen Âge et constituer peu à peu le bourg de Montrésor, à 17 km à l'est de Loches.
Établi sur une terrasse à 106 m d'altitude, le site du château domine d'une quinzaine de mètres la vallée de l'Indrois vers le sud. Au nord et à l'est, le plateau a été creusé d'environ 10 m pour y pratiquer un fossé sec défensif. À l'ouest, la pointe naturelle de l'éperon complète le périmètre défendu.

## Historique

### Les premiers édifices fortifiés
Même si aucune preuve archéologique ne vient l'attester, il est fort probable que l'éperon de Montrésor, stratégique et facile à défendre, a été anciennement utilisé par l'homme, déjà largement implanté dans ce secteur depuis le Néolithique.
Le premier seigneur de Montrésor cité, mais dont le nom est inconnu, participe en 887 à l'escorte de six mille personnes qui accompagne les reliques de saint Martin depuis Auxerre jusqu'à Tours. Dès cette époque est évoquée la présence d'une demeure à la pointe de l'éperon, protégée au nord par des douves et une palissade de terre. Le fief de Montrésor relève alors du trésorier du chapitre de la cathédrale Saint-Gatien de Tours, dédiée à cette époque à saint Maurice d'Agaune, d'où son nom, attesté au IXe siècle, de « Mons Thesauri » dans la Chronique des Comtes d'Anjou ; le toponyme évolue progressivement jusqu'à sa forme moderne.

### Les forteresses médiévales

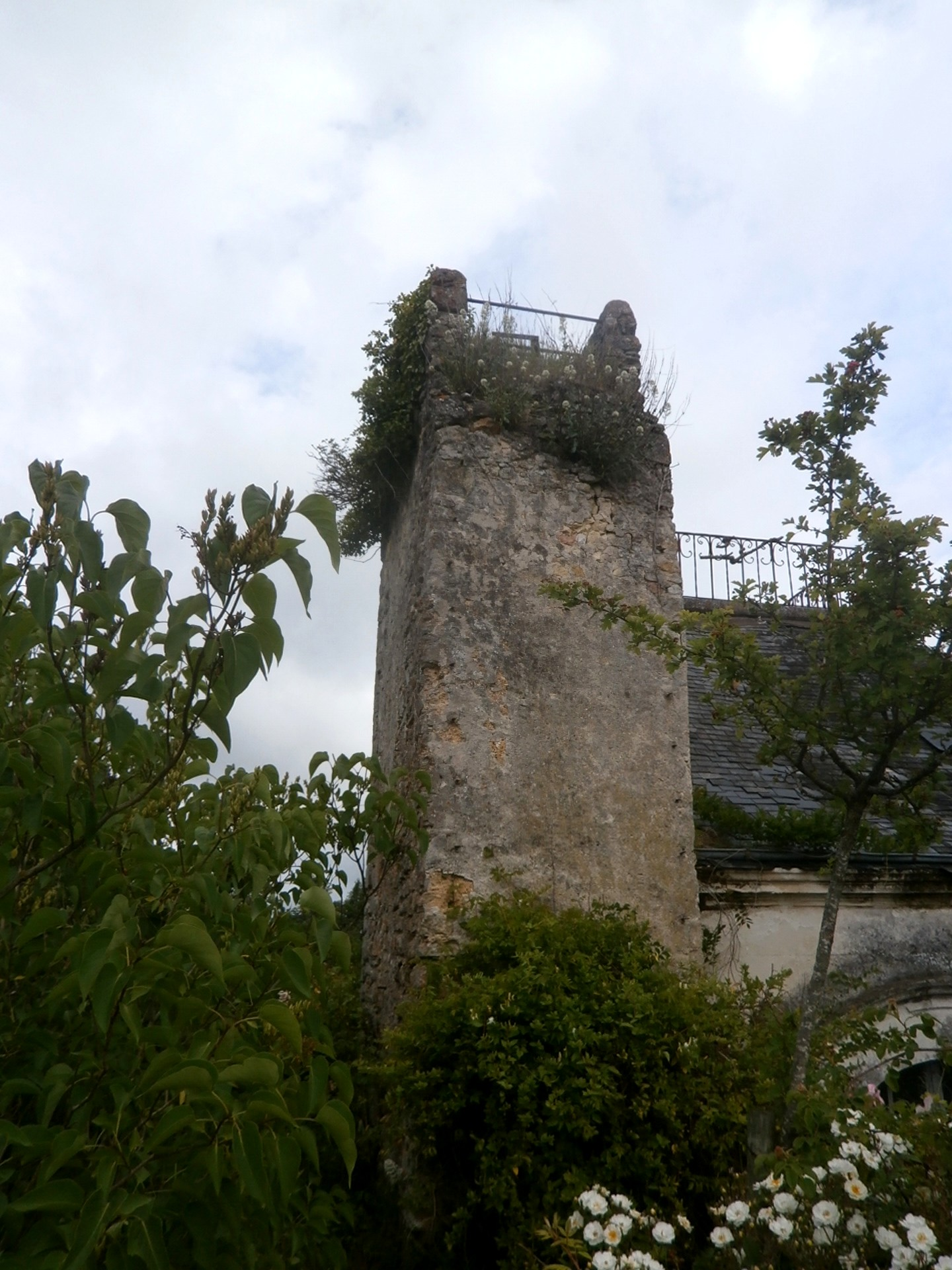
Vestiges du donjon de Foulques Nerra.

Un éperon rocheux dominant la vallée de l’Indrois est le lieu choisi par Foulques Nerra, comte d’Anjou, pour faire édifier par son capitaine Roger dit le Petit Diable vers 1005 une puissante forteresse, non loin de celle de Montrichard, qu'il contrôle également. Le donjon se trouve au sommet de l'escarpement, à l'est de la Grande Rue, mais le périmètre défendu s'étend certainement au-delà, vers l'ouest. Peut-être parmi les premiers construits en pierre en Touraine, cet édifice, dont il ne subsiste que le mur ouest remanié, est contemporain de celui de Langeais.
Au XIIe siècle, Montrésor tombe aux mains d’Henri II Plantagenêt. Il est probable que, depuis Foulques Nerra, Montrésor soit toujours resté sous le contrôle des comtes d'Anjou — Henri II est un descendant direct de Foulques Nerra à la 5e génération —. C'est à cette époque, sans qu'aucune date précise puisse être avancée, que remonte la construction des tours du châtelet de l'entrée est, ainsi que des parties nord et est de l'enceinte. Philippe Auguste reprend temporairement Montrésor aux Anglais en 1188, mais le fief reste une possession anglaise avec André Ier de Chauvigny de Châteauroux (vers 1150-1202), compagnon de Richard Cœur de Lion pendant la troisième croisade, qui devient seigneur de Montrésor après son retour (il se ralliera en 1200 au roi capétien Philippe Auguste).

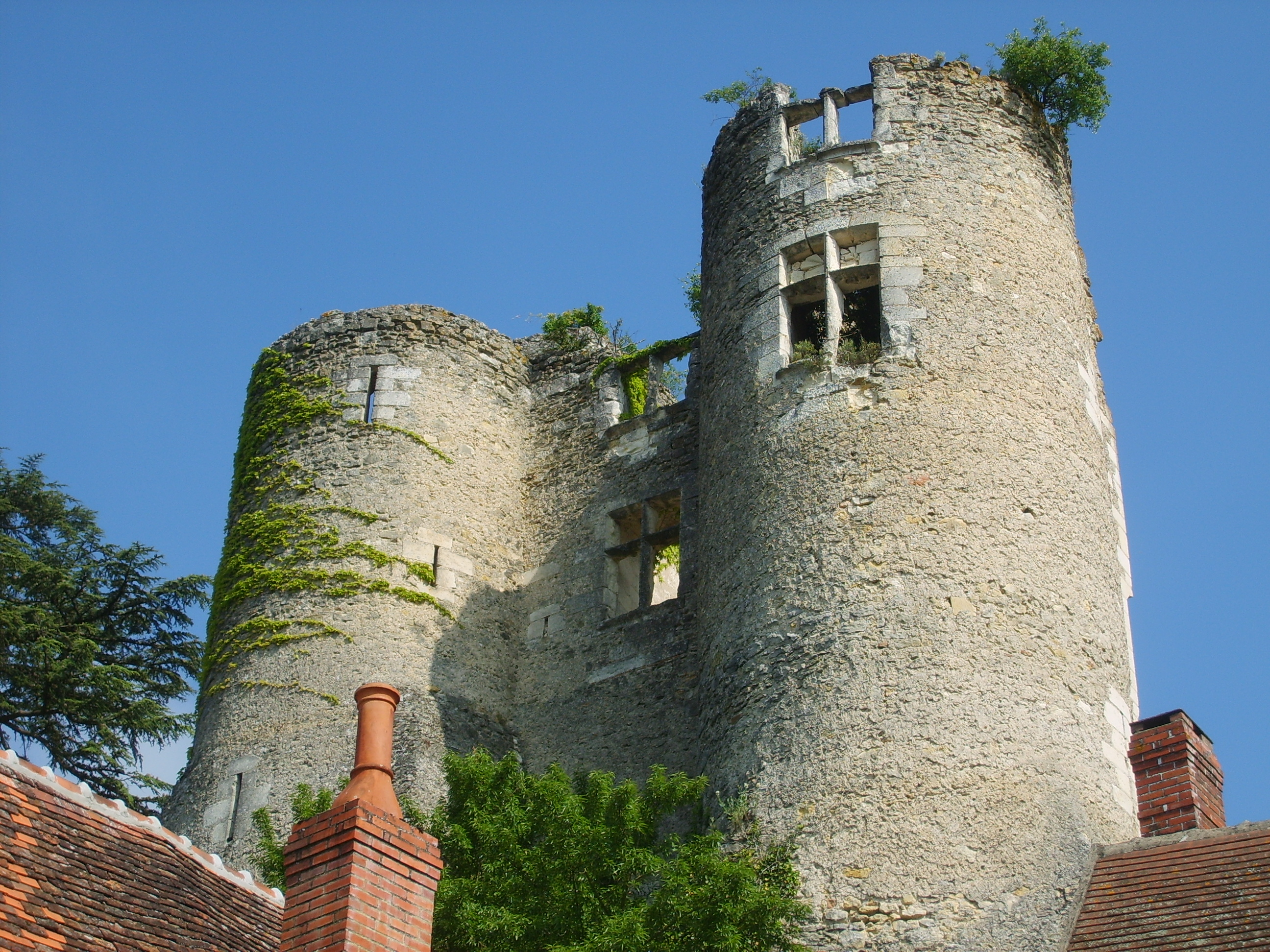
Les tours du châtelet d'entrée.

Ce n'est qu'au début du XIIIe siècle, avec la famille de Palluau, que Montrésor repasse définitivement dans l'allégeance à la couronne de France (en août 1203, Jean sans Terre et son sénéchal de Touraine Girard d'Athée libèrent Geoffroi de Palluau), avant que la famille de Bueil (Jean III de Bueil, maître des Arbalétriers) ne l'achète en 1378. Une chapelle est construite à l'ouest du châtelet, probablement dans le courant du XIIIe siècle, mais il n'est pas possible de dire qui en décide l'édification. À la fin du XIVe siècle, Jean IV de Bueil, † 1415 à Azincourt, devient seigneur de Montrésor et engage d'importants travaux sur le site du château, attestés par les comptes de son receveur qui mentionnent pour l'année 1396-1397 « la despense de pain sans vin de 206 charretiers, chacun à deux bœufs, qui ont amené la pierre [utilisée pour la construction du château] ». Il édifie les communs, reconstruit le châtelet d'entrée sur la base des tours du XIIe siècle, répare l'enceinte et le chemin de ronde,. Grâce à Jean IV et à son entrepreneur Jean Binet, Montrésor prend alors véritablement l'aspect d'une forteresse médiévale.
L'amiral Jean V de Bueil (1405/1406-1478) y emprisonne Georges Ier de La Trémoille, favori disgracié de Charles VII, qu'il a capturé et qui ne recouvre la liberté qu'après le versement d'une forte rançon — six mille moutons (livres) d'or —, la restitution de certaines de ses possessions — Thouars par exemple — et la promesse de son retrait de la vie publique. Il revient à Antoine de Bueil (né vers 1440/1445-† apr. 1506), qui doit s'en séparer définitivement en 1491. Il y eut aussi une première cession dès 1451/1452 en faveur de la famille de Villequier, plus précisément d'André de Villequier de La Guerche-en-Touraine, † 1454, mari en 1450 d'Antoinette de Maignelais, maîtresse de Charles VII). Il appartint aux Bueil ou aux Villequier de réaménager la courtine, principalement du côté nord, en l'équipant de grosses tours rondes surmontées d'une plateforme pouvant accueillir des bombardes.

### Le logis Renaissance

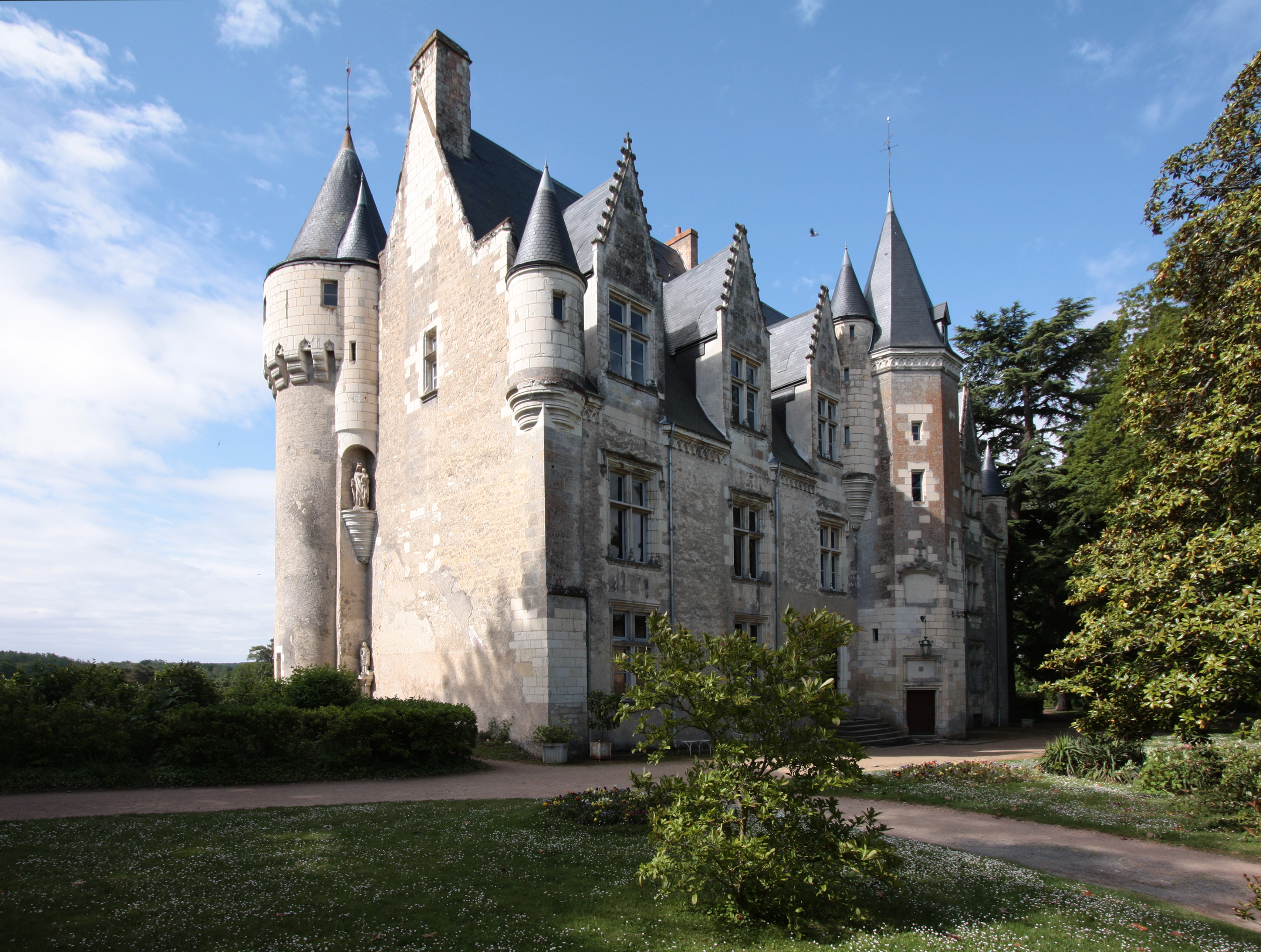
Le logis Renaissance vu du nord-est.

C'est dans les années 1490 que se tourne une page importante de l'histoire du château de Montrésor. Antoine de Villequier de St-Sauveur (1452-1495), deuxième fils d'André et d'Antoinette de Maignelais, endetté, ne peut s'opposer à la saisie de ses biens, et Imbert de Batarnay du Bouchage (c.1438-1523), un noble originaire du Dauphiné, rachète le château en 1491. Influent conseiller auprès de quatre rois de France, déjà propriétaire, non loin de là, de la forteresse médiévale de Bridoré, il entreprend à Montrésor la construction d'un nouveau logis, à l'architecture typiquement Renaissance, alors que l'ancien château-fort, près de l'entrée, tombe en ruine. Cette construction, qui fait face à la vallée de l'Indrois, est appuyée sur le mur sud de l'enceinte ; elle est munie de deux tourelles probablement édifiées sur les bases de tours de défense de l'enceinte et se développe sur une plus grande longueur que le château du XXIe siècle. Les travaux durent peut-être jusqu'au début du XVIe siècle ; le 5 janvier 1498 en tout cas, Imbert de Batarnay obtient du roi l'autorisation d'abattre des arbres dans la forêt de Loches pour monter la charpente, bois qu'il a fallu faire sécher avant de pouvoir l'utiliser. Imbert de Batarnay ne limite pas ses travaux au corps de logis principal : il fait également reconstruire l'entrée du château, entre les tours médiévales. Ses descendants gardent Montrésor tout au long du XVIe siècle, notamment les Joyeuse (Guillaume II de Joyeuse épousant Marie de Batarnay, l'arrière-petite-fille d'Imbert de Batarnay) jusqu'à Henriette-Catherine de Joyeuse, duchesse de Montpensier puis de Guise.
Le château de Montrésor est alors acheté par la famille de Bourdeille en 1600 (1621 ?) (dont l'aventureux Claude, comte de Montrésor, † 1663), par la fidèle amie de Claude de Bourdeille, Marie, duchesse de Guise et de Joyeuse (fille d'Henriette-Catherine), par Philippe d'Orléans (en 1672 ? ; cousin germain de la Grande Mademoiselle, petite-fille d'Henriette-Catherine), puis par la famille de Beauvilliers de Saint-Aignan en 1697 (le duc Paul puis son demi-frère le duc Paul-Hippolyte, comtes de Montrésor ; la dernière fille de Paul-Hippolyte, Marie-Paule de Beauvilliers, née en 1729, sœur du duc Paul-Louis, était appelée Mademoiselle de Montrésor), mais jusqu'en 1789 aucune modification architecturale importante ne semble avoir lieu ; le fait qu'après François Ier et les derniers Valois, les rois de France résident moins régulièrement dans la vallée de la Loire a sans doute amené les seigneurs de Montrésor à négliger leur château.

### La Révolution française et ses conséquences

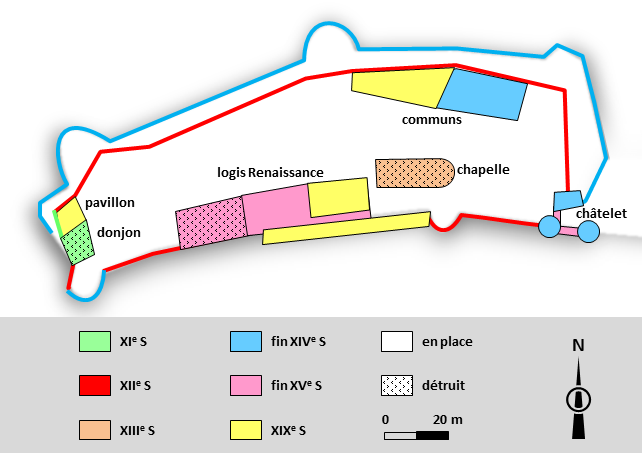
Plan chronologique schématisé du site.

Les événements qui marquent la vie à Montrésor pendant la Révolution sont mal connus. Une partie du château est peut-être incendiée. En 1792, les Beauvilliers, qui possèdent la châtellenie de Montrésor depuis près d'un siècle, la vendent en plusieurs lots. Entre 1792 et 1831, quatre propriétaires se succèdent, sans compter les acheteurs qui opèrent pour le compte de tiers, achetant séparément le château et la chapelle. Au début du XIXe siècle, le châtelet d'entrée sert temporairement de prison.
Madame Jouffroy de Gonsans, qui se trouve à la tête du domaine réuni en 1831, ne dispose pas des fonds nécessaires à l'entretien de l'ensemble des bâtiments. En 1841, un inventaire, réalisé après sa mort pour la succession en faveur de son mari indique que le logis principal est très largement délabré. Louis François Jouffroy de Gonsans fait abattre vers 1845 la chapelle Notre-Dame et l'aile ouest du château mais en reconstruit la partie est, réutilisant très certainement les matériaux de démolition ; à la même époque, une gravure montre que le vieux donjon de Foulques Nerra, à l'ouest de l'enceinte, est encore debout, mais en ruine. Dans la même décennie, enfin, une tour située à l'angle sud-ouest de l'enceinte s'écroule alors que la partie occidentale de la muraille disparaît elle aussi ; le pont-levis qui commande l'entrée du château est détruit et le fossé remblayé avec les décombres de la chapelle Notre-Dame. Ce dernier aménagement fait suite aux plaintes des riverains constatant que l'eau stagnant au fond des fossés est source d'insalubrité pour le voisinage.

### La famille Branicki et le réaménagement

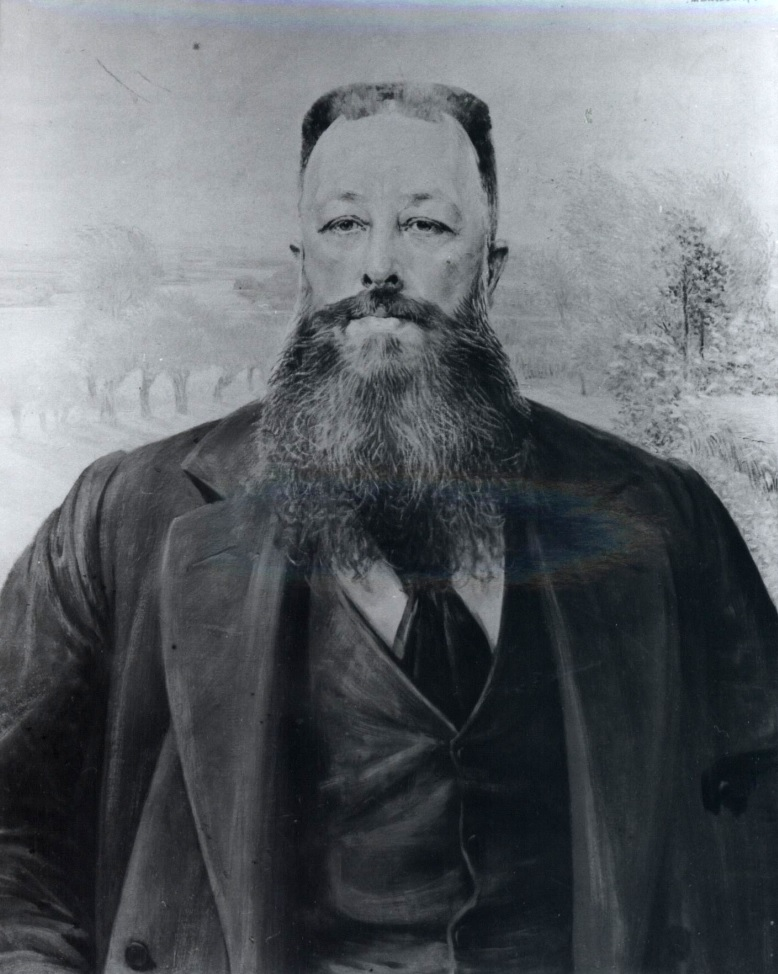
Ksawery/Xavier Branicki mort au château.

En 1849, la comtesse polonaise Rose Potocki achète le domaine de Montrésor ainsi que le château, dans un état d'abandon total, pour le compte de son fils aîné Xavier qui, pour ses opinions opposées à l'hégémonie russe sur la Pologne, a vu ses biens saisis par Nicolas Ier et a choisi de s'exiler. Dans un premier temps, Xavier Branicki, qui réside peu à Montrésor, charge un ancien officier de l'armée polonaise, Rodolf Domaradzki, de procéder aux réparations et réaménagements. Celui-ci passe les dernières dix années de sa vie à remanier l'infrastructure du bâtiment, opérations qui mènent à la restauration complète du château. La partie occidentale des communs est reconstruite ; elle sert, au XXIe siècle, de logis aux châtelains. Le logis principal est entièrement restauré, notamment la toiture totalement délabrée, et meublé. Tous les bâtiments ainsi que l'enceinte font l'objet des réparations indispensables, une terrasse est aménagée le long de la façade sud du logis principal et le parc est entièrement redessiné. Un nouveau pavillon, à l'extrême ouest de l'enceinte, prend appui sur un mur sauvegardé du donjon de Foulques Nerra.

### La période contemporaine

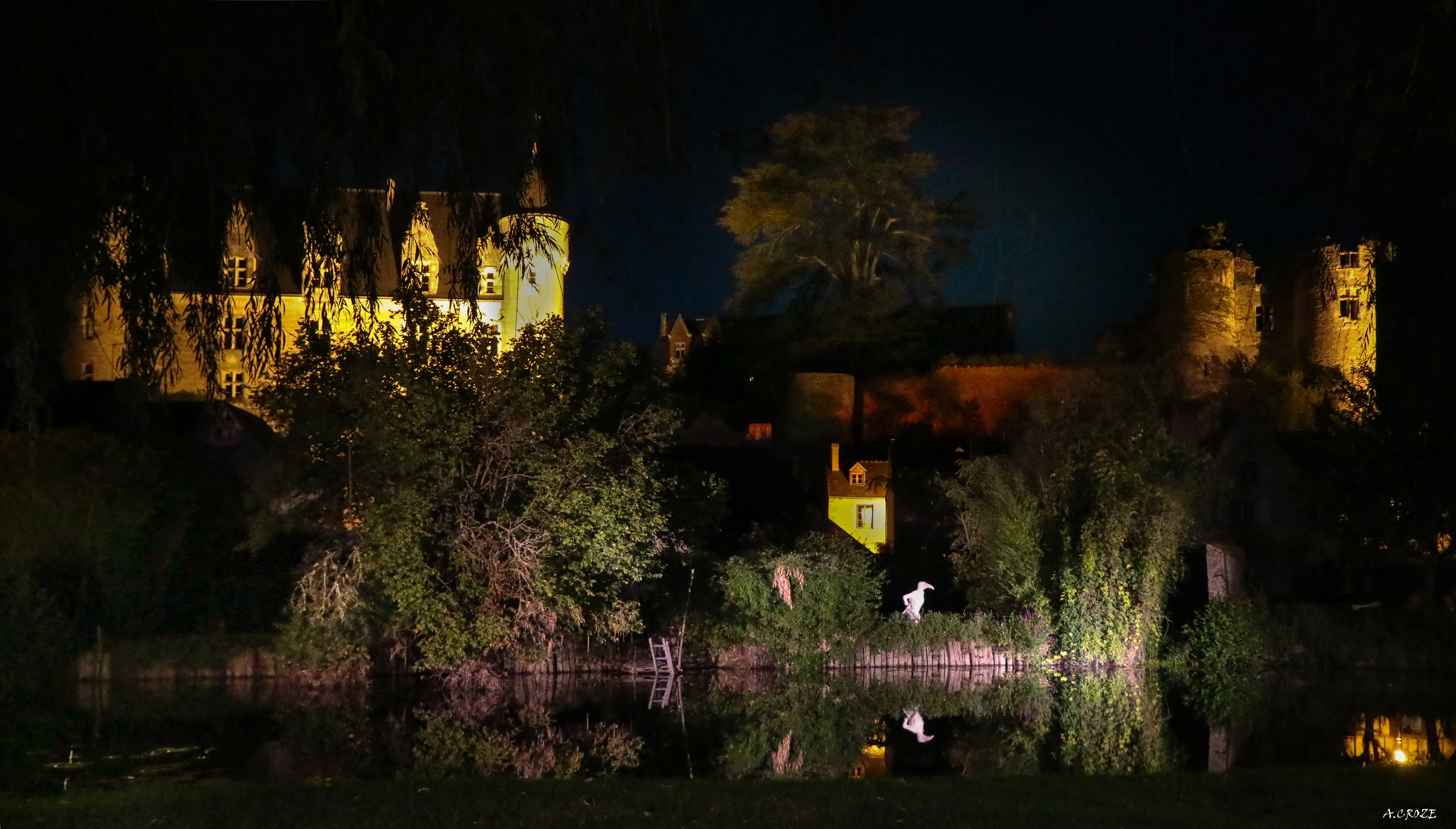
Le château illuminé pendant les Nuits solaires 2015.

Depuis la mort du comte Xavier Branicki en 1879, aucune autre modification que celles imposées par des réparations ou des améliorations du confort dans les parties habitées n'a été entreprise par ses descendants (familles Branicki, puis Rey), ni sur le bâti, ni sur l'ameublement.
Pendant la Première Guerre mondiale, l'hôpital auxiliaire 25 est installé dans une partie du château, ce qui permet d'accueillir jusqu'à 32 blessés. Après la fin de la Seconde Guerre mondiale, et pendant une semaine environ au début de novembre 1945, un escadron du 19e régiment de dragons est logé au château.
Dans le cadre de la loi du 2 mai 1930, la totalité du « village de Montrésor », dont le site du château, fait l'objet en 1944 d'une inscription sur l'inventaire des sites « dont la conservation présente un intérêt général ». L'ensemble du site — le château, les communs, les enceintes et le parc — est classé par arrêté du 13 février 1996 au titre des monuments historiques. Depuis le début des années 1980, la commune de Montrésor oriente son développement économique vers le tourisme et le château de Montrésor fait partie de l'ensemble des monuments et sites qui sont mis en valeur dans ce cadre.
Quelques dates de l'histoire du château de Montrésor.
  Seigneurs et propriétaires du château -   Principales constructions -   Principales démolitions

## Description

### Architecture

#### Le donjon primitif, le châtelet d'entrée et l'enceinte

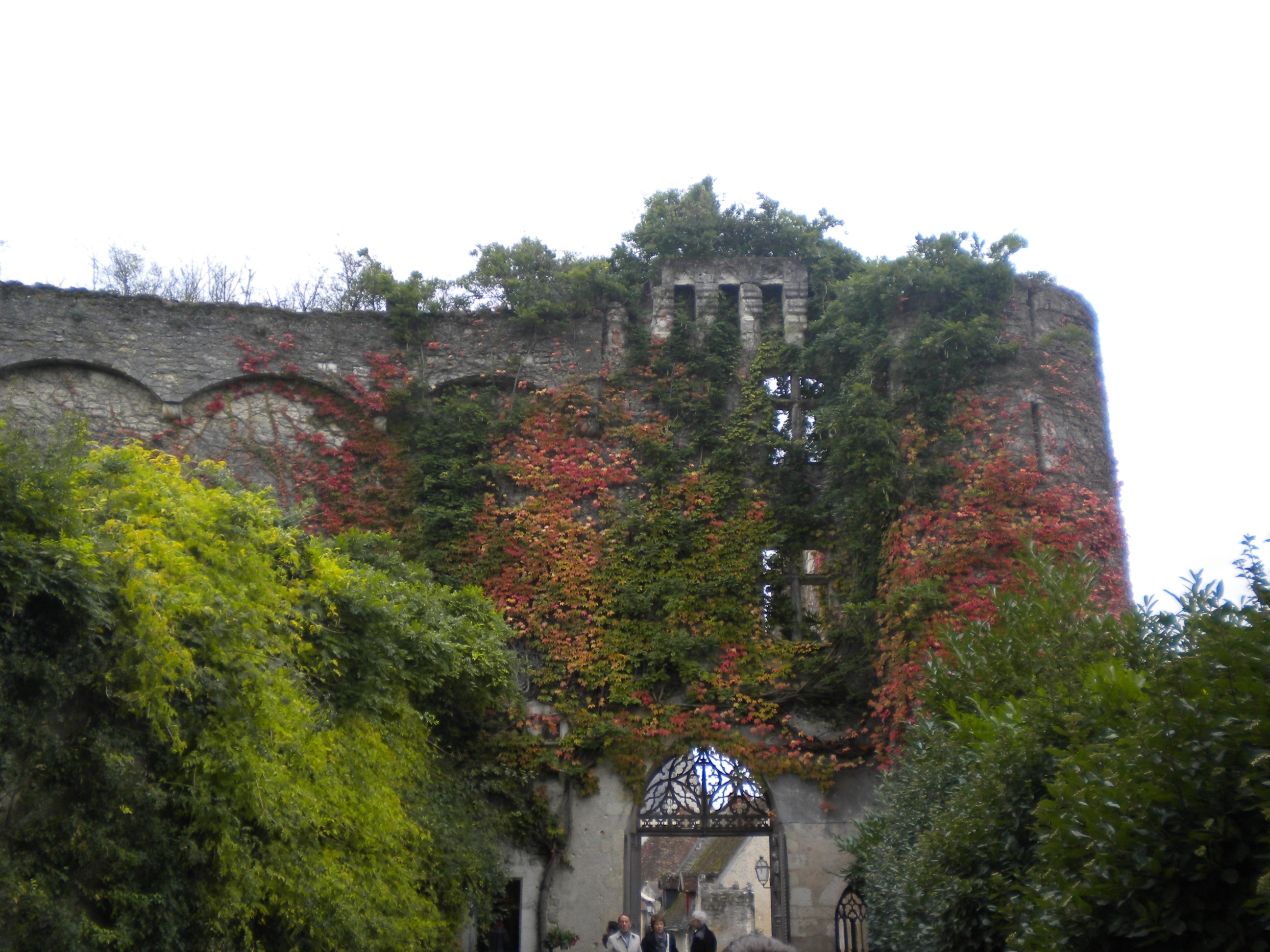
Le châtelet d'entrée, vu de l'intérieur du château.

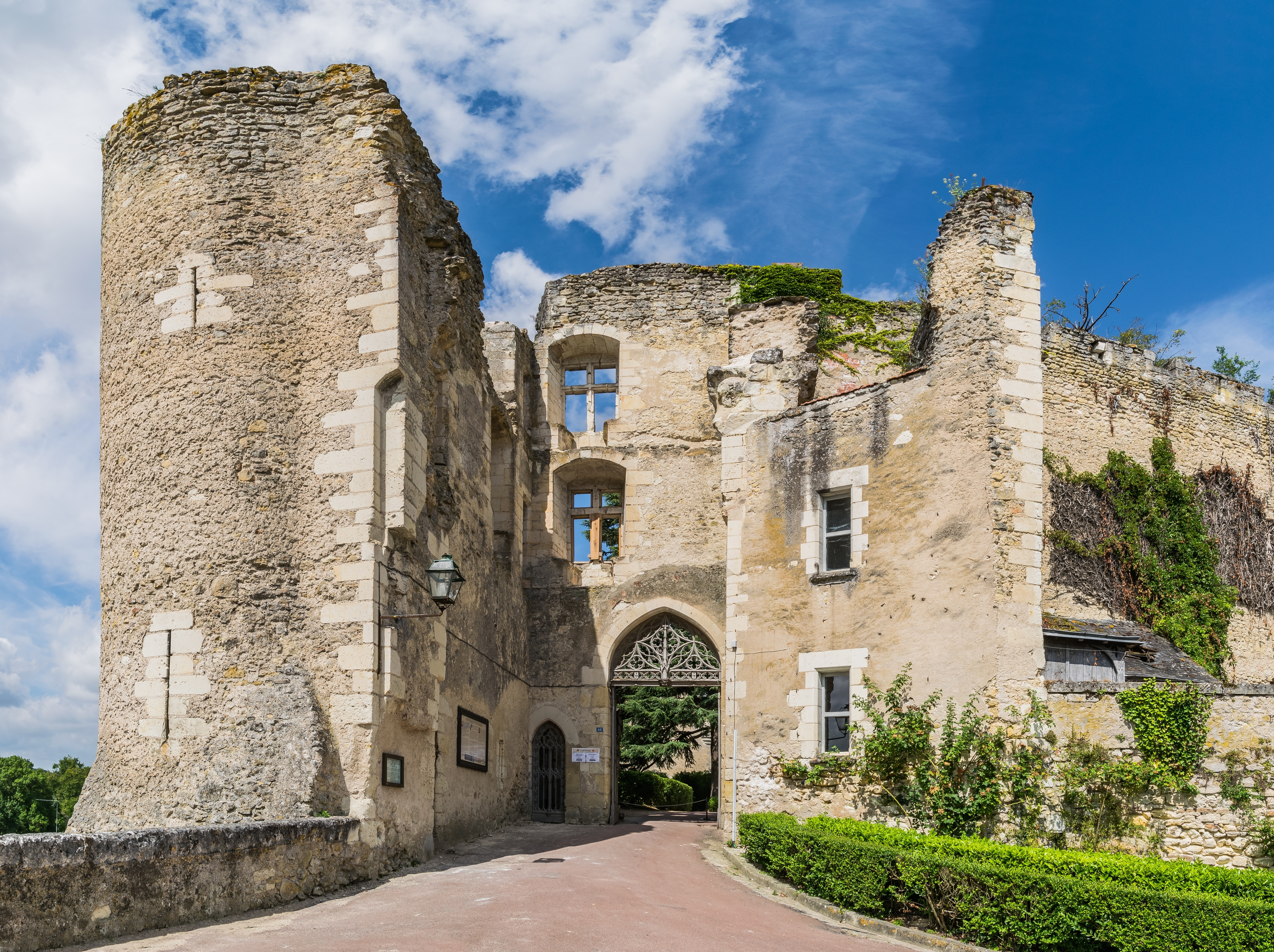
Le châtelet d'entrée, vu de l'extérieur du château.

Bien antérieur à l'enceinte puisque sa construction date du tout début du XIe siècle, le donjon de Foulques Nerra était un édifice polygonal d'environ 11 × 7 m dont la face sud était contrebutée d'une tour de plus petites dimensions (6 × 4 m). Il ne reste de tout cet ensemble, à l'ouest du site et dominant la pointe de l'éperon, qu'un pan du mur ouest du donjon, long d'environ 4 m et haut de 5 m, en moyen appareil irrégulier et remanié depuis sa construction.

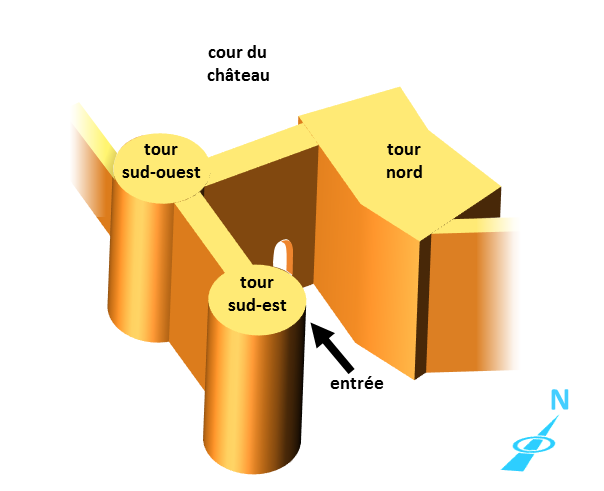
Plan schématisé du châtelet d'entrée du château.

L'accès unique au site, à l'extrême est, se fait par l'ancien donjon-porche construit au XIIe siècle et remanié à la fin du XIVe siècle. Ce bâtiment désormais éventré se compose de deux tours circulaires reliées par un mur orienté au sud vers le pied du coteau et la vallée de l'Indrois. Des fenêtres à meneaux sont percées dans ce mur et laissent deviner deux étages au-dessus du niveau d'entrée. La face ouest, dans laquelle est percée la porte d'entrée pourvue d'un arc en tiers-point, est flanquée, au nord, d'une tour carrée ; une loge moderne (XIXe siècle) est accolée à cette tour, côté cour. La face est a disparu.

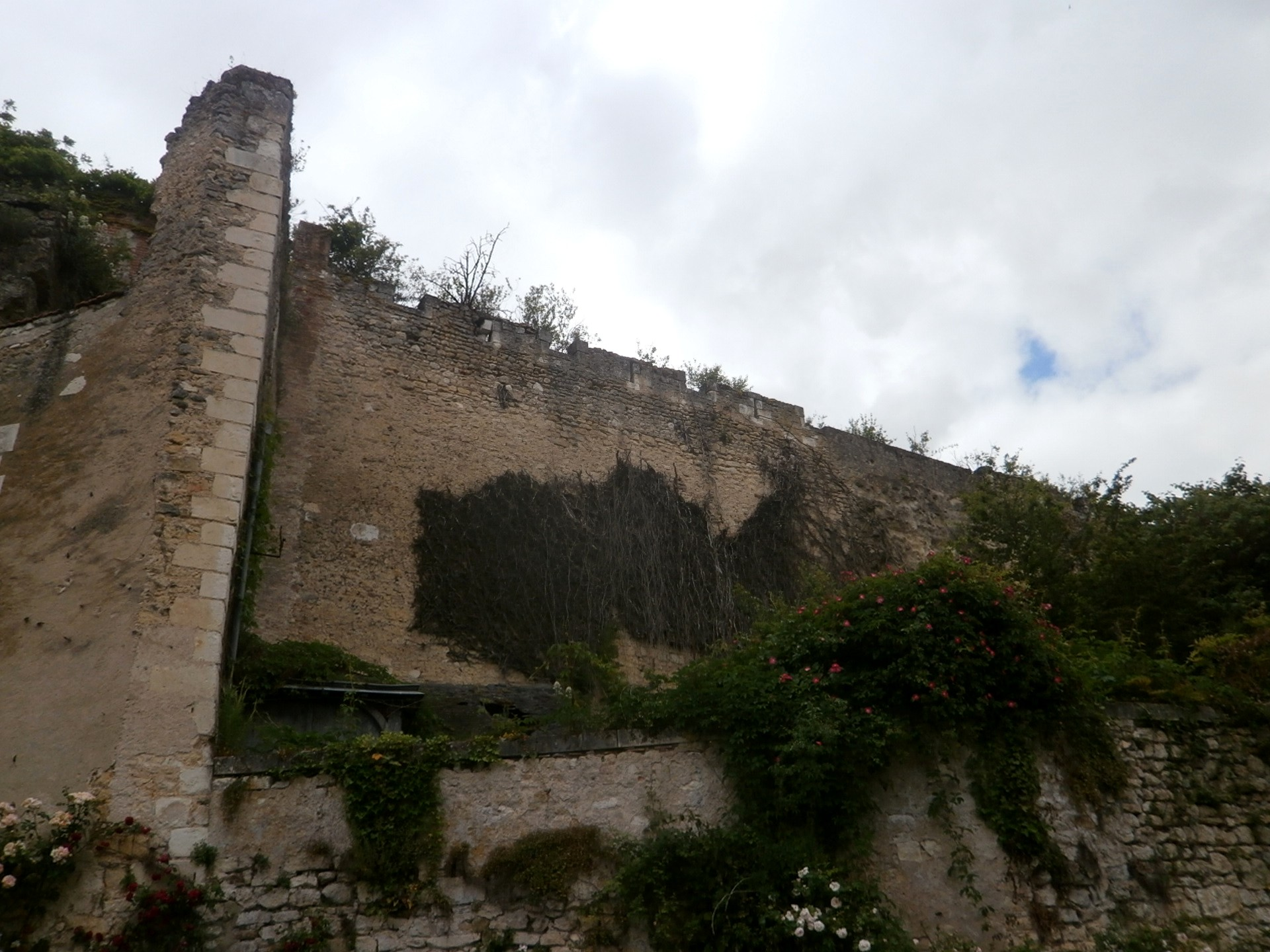
Les créneaux de l'enceinte.

À l'est de ce dispositif d'accès, un pont-levis, remplacé par un pont dormant en bois au-dessus de douves maintenant comblées, commandait l'ensemble et un autre pont-levis reconstruit en pierre sous le nom de Pont Bouvet complétait les défenses à 60 m environ vers l'est.
La double enceinte est bien conservée sur la presque totalité de son périmètre. L'enceinte intérieure du XIIe siècle qui enfermait l'ensemble du site porte encore les arcatures en encorbellement qui soutenaient le chemin de ronde ainsi que, par endroits, la succession des créneaux et des merlons. L'enceinte du XIVe siècle est construite à l'extérieur de la précédente et renforce la défense des côtés nord et est, les plus vulnérables ; moins élevée que la précédente, elle présente, côté nord, trois tours sur la plateforme desquelles des bombardes pouvaient être installées. Alors que l'enceinte du XIIe siècle s'appuyait à l'ouest sur les murs du donjon de Foulques Nerra, celle du XIVe siècle le contourne par l'extérieur.

#### Le logis principal

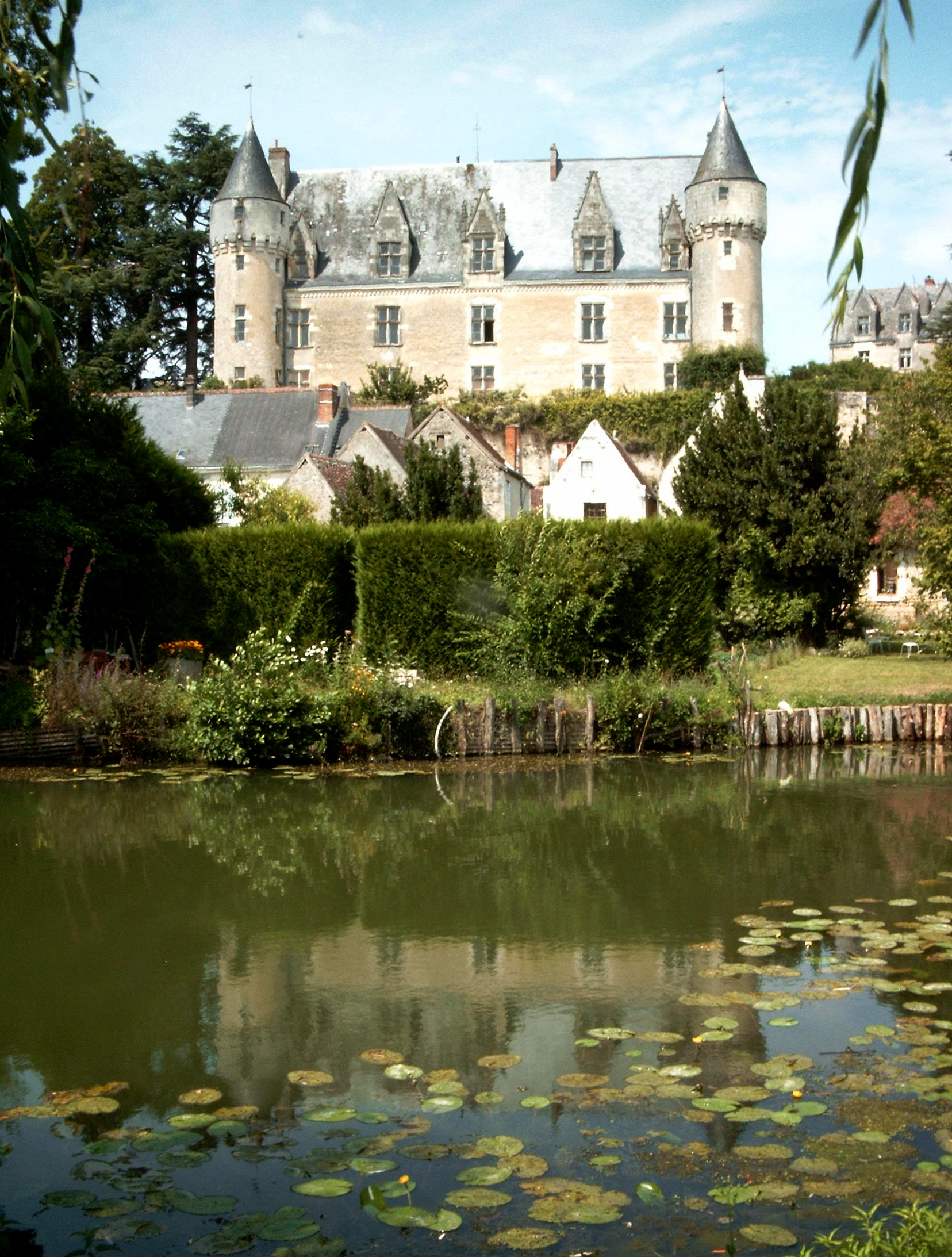
La façade sud du château.

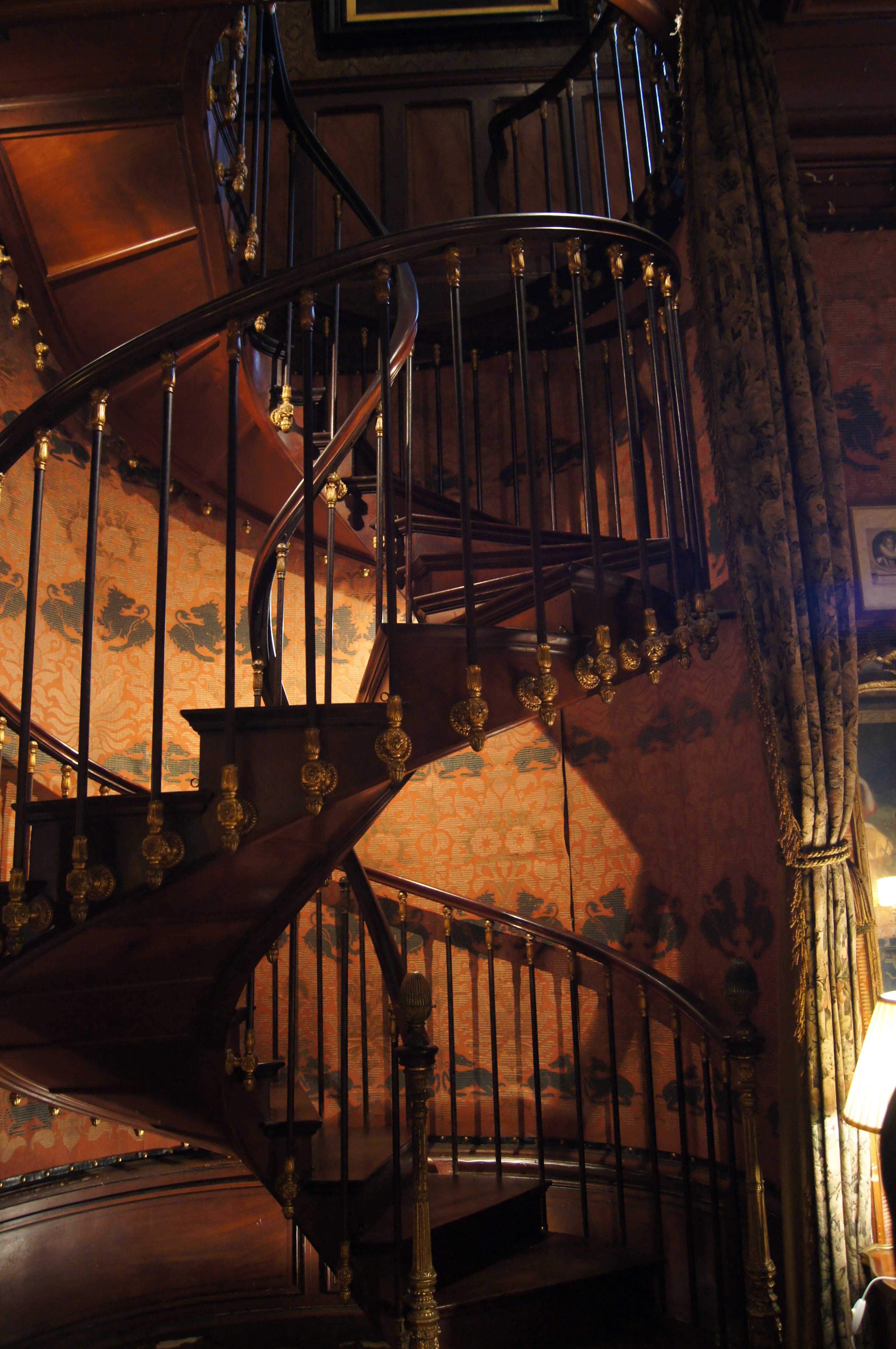
Escalier d'acajou en colimaçon, installé dans l'épaisseur du mur.

Le logis seigneurial du XVIe siècle est composé d’un corps de bâtiment rectangulaire flanqué à chacun des angles de sa façade sud d’une tourelle conique ; la façade nord est ornée, en lieu et place des tourelles, de deux échauguettes en encorbellement posées sur culs-de-lampe ; les quatre tourelles sont couvertes d’une toiture conique. Doté de deux étages dont le second est mansardé, le bâtiment présente, au nord comme au sud, cinq séries de fenêtres et cinq lucarnes éclairant les combles. Des niches ménagées dans les angles rentrants des murs abritent des statues. Si la partie ouest date en effet du VIIe siècle, la partie est, en ruine au tout début du XIXe siècle, a été reconstruite avant le milieu du siècle sans rupture de style architectural, puis l'ensemble a été réaménagé après le rachat du château par Xavier Branicki.
Le mur sud de l'enceinte, partiellement réutilisé dans la construction de la façade du château, est d'une telle épaisseur qu'un escalier en colimaçon y est ménagé. En acajou massif de Cuba et bronze doré, Xavier l'acheta à Paris lors de l'exposition universelle de 1855, et le fit poser dans l'épaisseur du mur. Il présente la particularité de ne reposer que sur la première et la dernière marche, avec seulement trois barres d'acier sur les côtés pour le maintenir. Un autre escalier, dans la façade nord, est aménagé à l'intérieur d'une tourelle partiellement construite dans l'épaisseur du mur du château. Les armoiries qui ornent le tympan surmontant sa porte ont été martelées.

#### Les communs

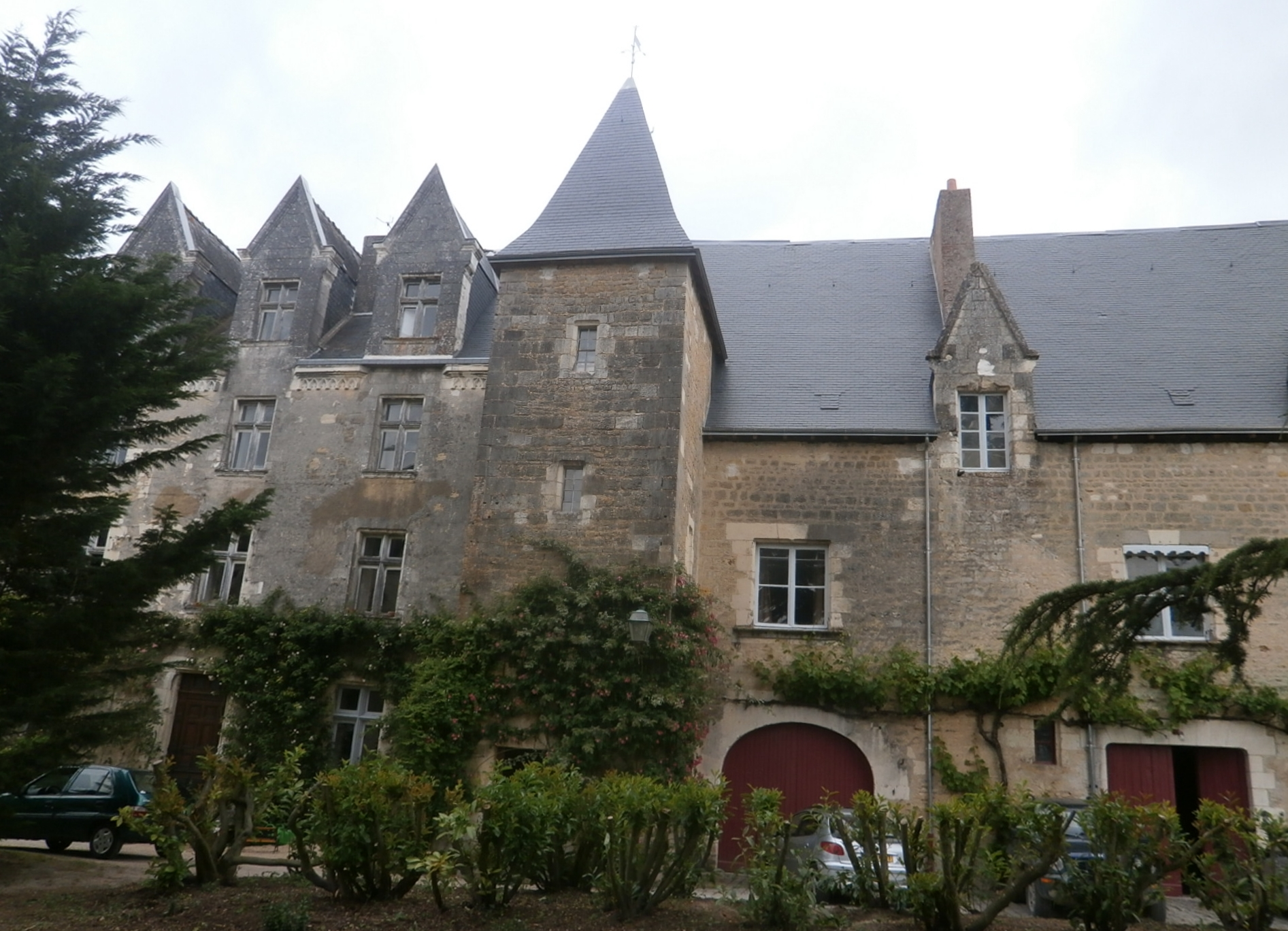
Les communs (façade sud).

Les dépendances du château sont bâties contre la partie nord de l'enceinte. La partie orientale du bâtiment, construite sous Jean IV de Bueil pour servir de logis seigneurial, date du XIVe siècle mais l'étage a été réaménagé par Xavier Branicki. Cette partie du bâtiment garde les traces de la vocation défensive de la forteresse : le grenier abrite des vestiges de l'ancien chemin de ronde et les fenêtres ouvrant au nord sont rares et étroites. Le rez-de-chaussée est principalement constitué de pièces à usage agricole, grange, pressoir. L'étage est desservi par une tour d'escalier ouvrant sur la cour intérieure.
La partie occidentale, entièrement reconstruite au XIXe siècle, est divisée en trois étages — dont des combles mansardés — pour loger les invités de Xavier Branicki ; les portes des nombreuses chambres sont même numérotées. Les fenêtres à meneaux, côté sud mais surtout côté nord, sont beaucoup plus larges que dans la construction médiévale. Encore plus à l'ouest, une orangerie attenante aux communs date également du XIXe siècle.

### Décor et ameublement

#### Le logis principal
Xavier Branicki a accumulé dans le château de nombreux œuvres et objets d'art, comme en témoigne Jacques-Marie Rougé :

« Là sont abrités des tableaux de maîtres, particulièrement de Tony Robert-Fleury ; des portraits dont un Winterhalter, et enfin un trésor venu de Pologne (dont) des hanaps d'argent ayant appartenu à Sigismond II, roi de Pologne, et un grand plat d'or repoussé rappelant par ses personnages en relief la victoire de Sobieski sur les Turcs, offert au Polonais vainqueur lors de son entrée triomphale à Vienne. »

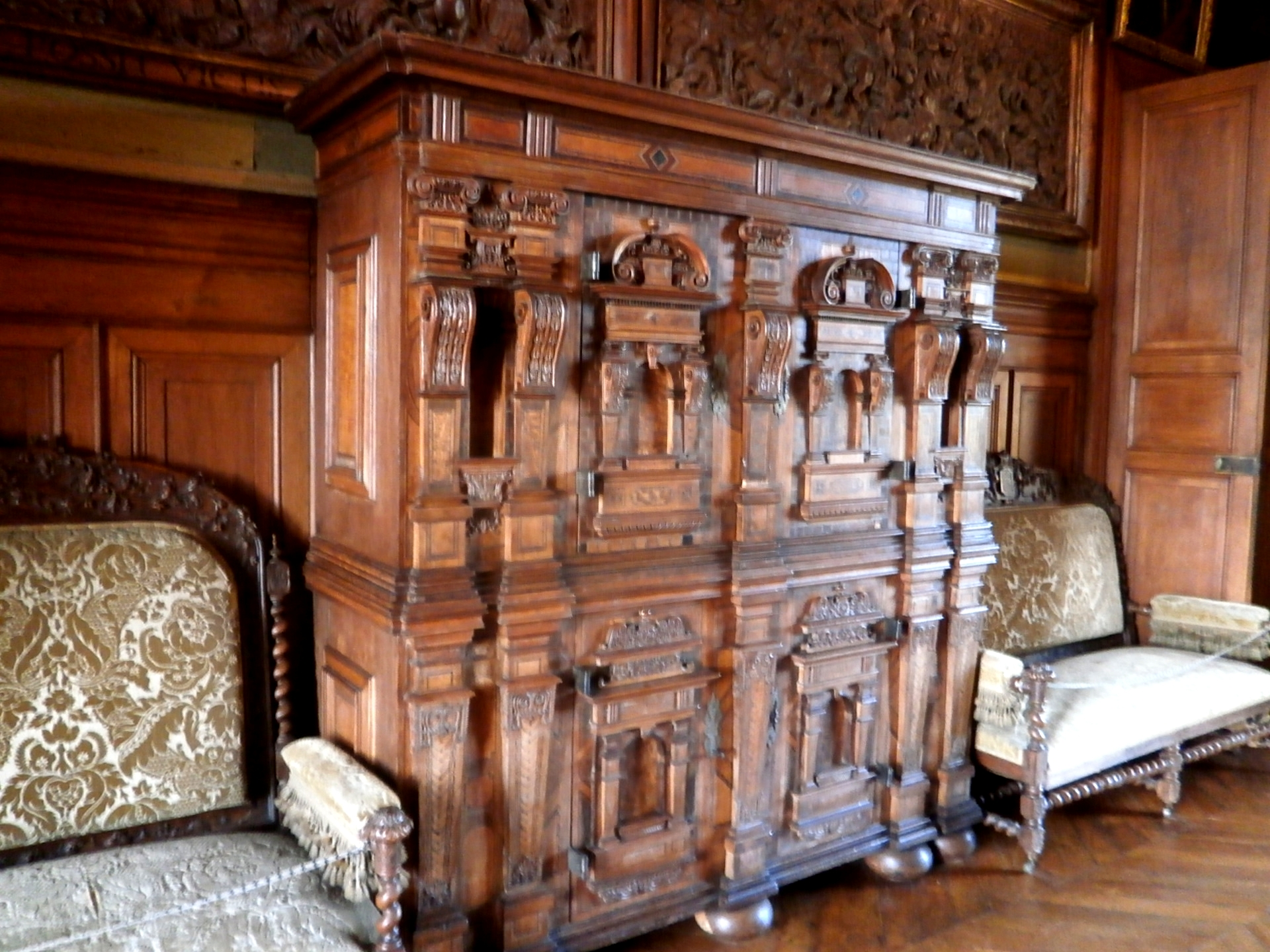
Buffet à cachettes.

Le logis Renaissance est remeublé au milieu du XIXe siècle et aucune modification n'y a été apportée depuis. Si le mobilier de style Second Empire domine avec par exemple des commodes en ébène inspirées d'André-Charles Boulle, des meubles de la Renaissance italienne sont également présents, comme un buffet à cachettes ayant appartenu à la famille de Médicis.
Le roi de Pologne Jean Sobieski prit une part décisive dans la victoire aux côtés des Autrichiens face aux Turcs qui menaient le siège de Vienne en 1683. En remerciement, la ville de Vienne lui offrit des pièces de vaisselle et d'orfèvrerie de très grande valeur, que Xavier Branicki put récupérer pour les rapporter à Montrésor. Ces pièces, ainsi que d'autres comme un plat en or de 10 kg, des vestiges archéologiques trouvés lors des travaux au château ou ramenés d'Égypte, des cristaux de Murano des XVIIIe et XIXe siècles, des bibelots pris aux Turcs après la bataille de Vienne, constituent un véritable trésor.

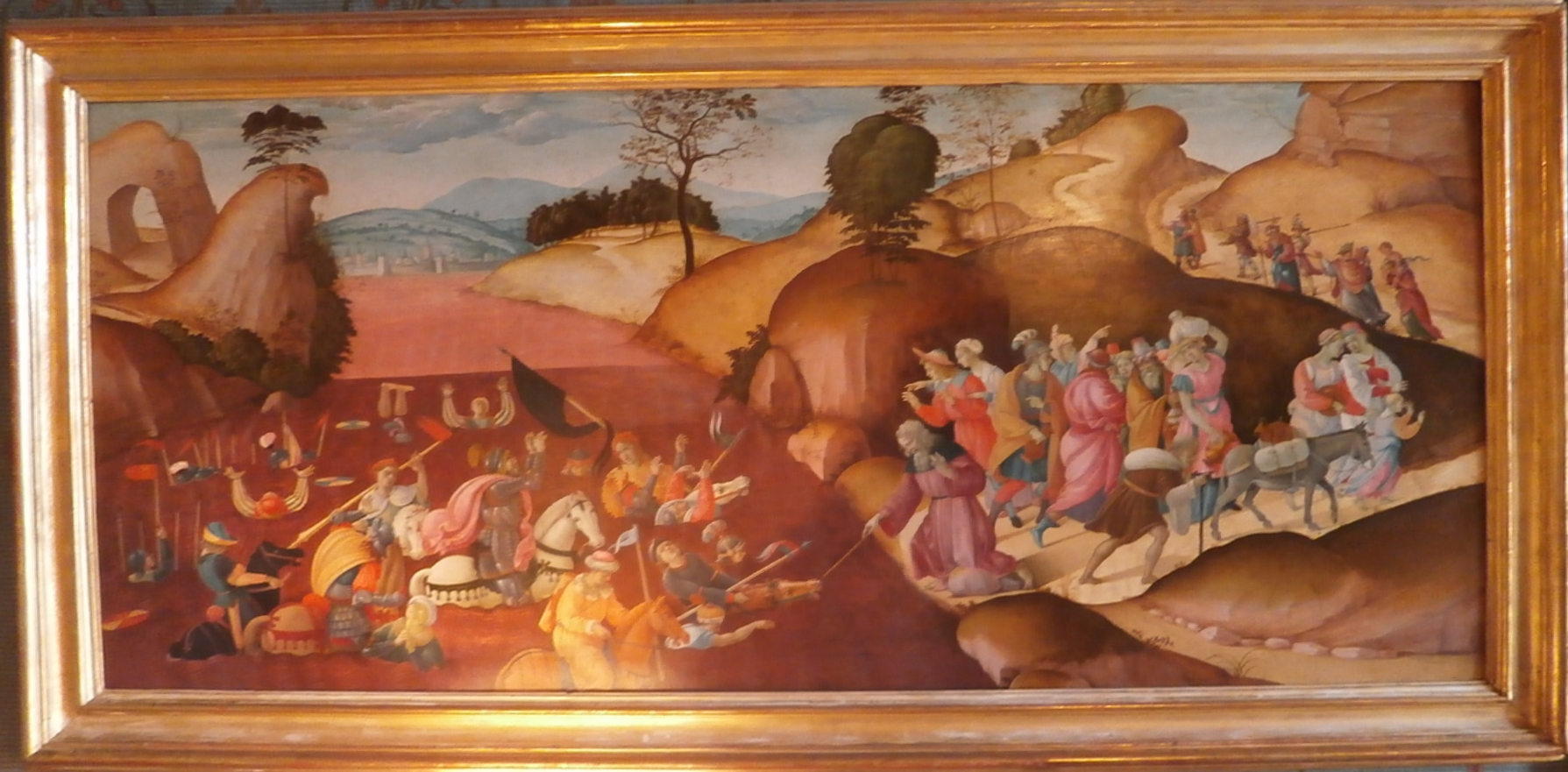
La traversée de la Mer Rouge par Filippino Lippi.

Parmi les très nombreuses œuvres d'art se trouvent des peintures des primitifs italiens (La traversée de la Mer Rouge, par Filippino Lippi), des portraits de membres de la famille Branicki, dont plusieurs exécutés par Franz Xaver Winterhalter, un tableau de Véronèse gagné lors d'une partie de cartes contre le prince Jérôme Bonaparte ou un fusain d'Artur Grottger, Le Génie de la Musique (1860) ; des bas-reliefs en chêne sculptés par Pierre Vaneau évoquent eux aussi l'histoire de Jean Sobieski. L'histoire de la Pologne est bien sûr représentée, avec Varsovie, 8 avril 1861, un tableau de Tony Robert-Fleury.
Près d'une fenêtre, une urne renferme le cœur de Claude de Batarnay, arrière-petit-fils d'Imbert de Batarnay, mort en 1567 à la bataille de Saint-Denis,. Jusqu'à la Révolution, cette urne se trouvait dans l'église Saint-Jean-Baptiste.
De nombreux trophées de chasse européens, asiatiques ou africains ainsi que des collections d'armes blanches ou à feu ornent les murs, témoignant de la passion de Xavier Branicki en ce domaine.

Ameublement et décoration du château de Montrésor (aperçu).
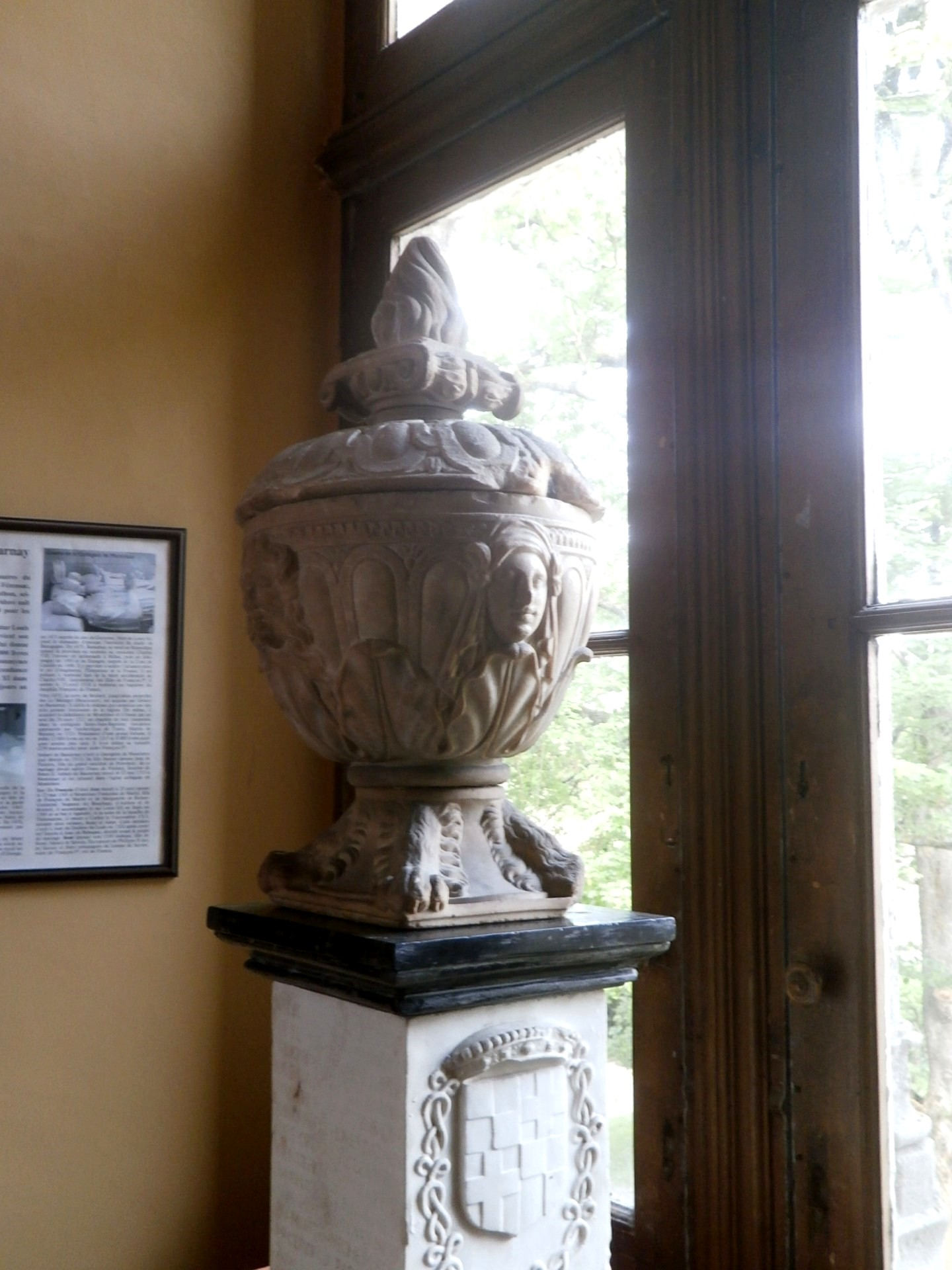
L'urne funéraire de Claude de Batarnay.
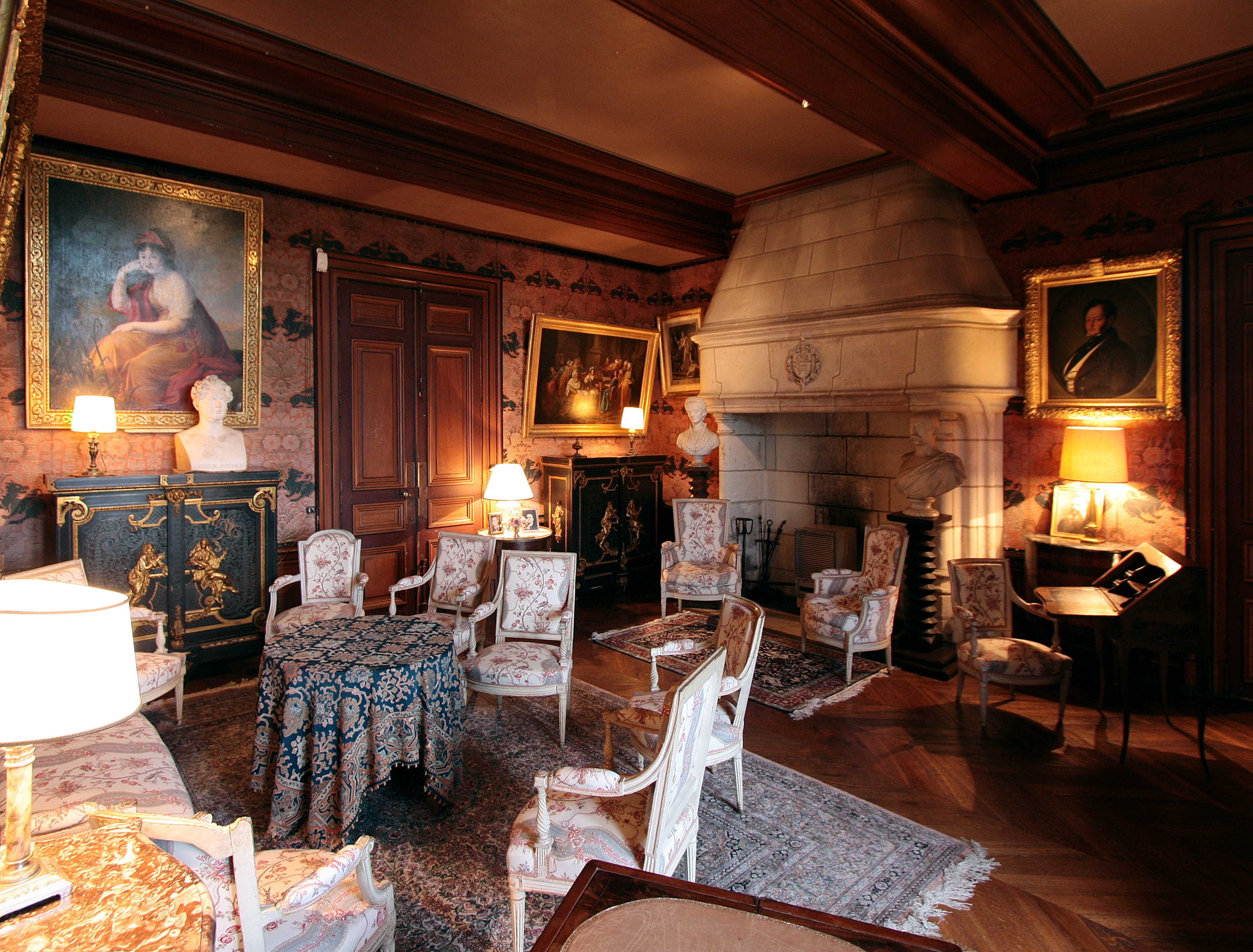
Le petit salon et ses meubles en ébène de l'école Boulle.
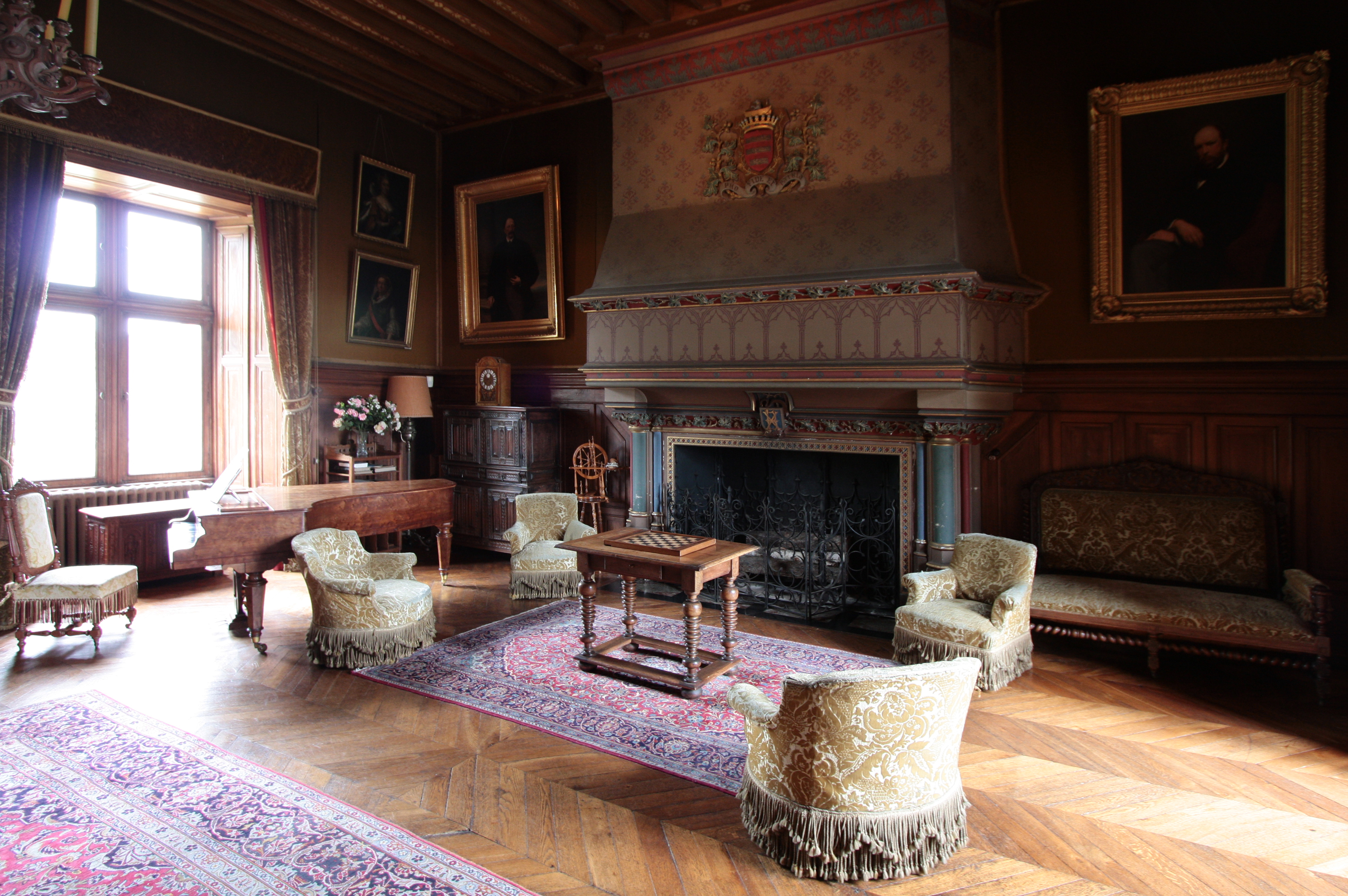
Le grand salon.
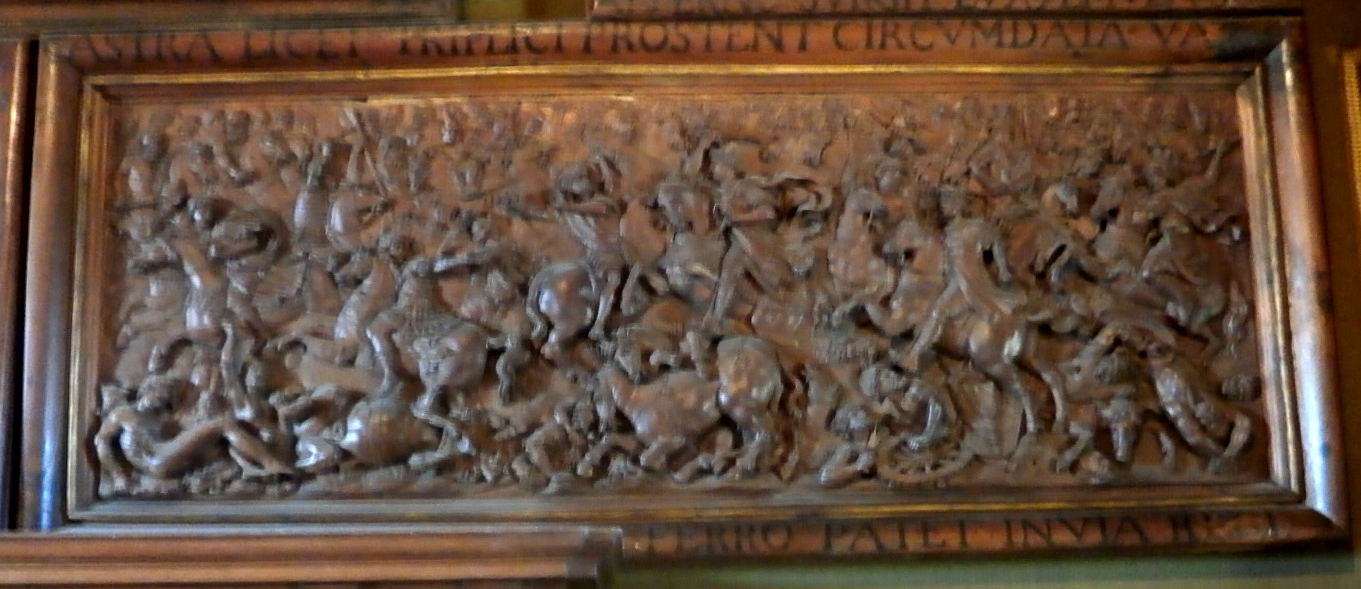
Bas-relief sculpté sur chêne de Pierre Vaneau : la Bataille de Vienne avec, au centre, Jean III Sobieski[26],
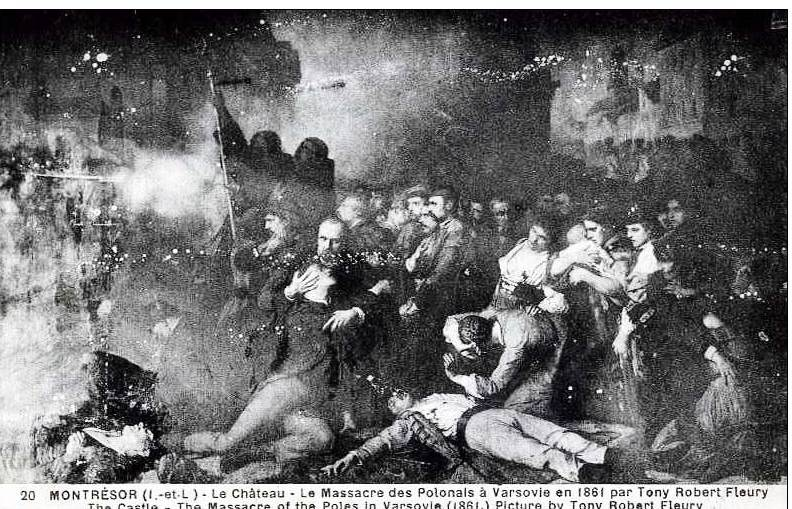
Varsovie, 8 avril 1861 (carte postale ancienne).
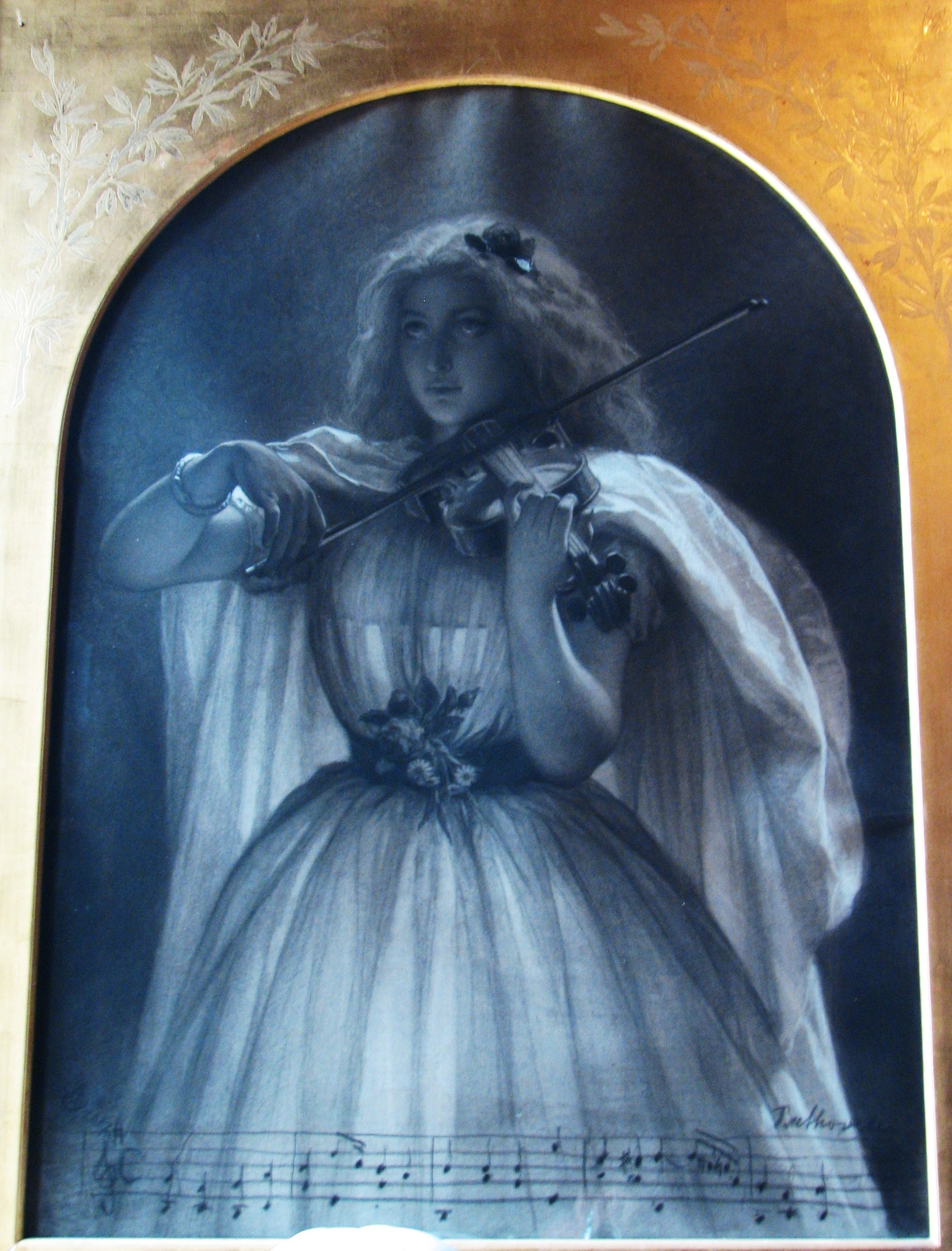
Le génie de la Musique.

#### Le parc
Outre une orangerie rajoutée en prolongement des communs vers l'est, le parc a été entièrement redessiné et réaménagé dans la seconde moitié du XIXe siècle et planté d'espèces exotiques ; il recèle également deux œuvres de sculpteurs célèbres : L'ange déchu de Costantino Corti (1869) et, plus symbolique, une copie de la statue Le soldat mourant de Jules Franceschi, (1862) qui, au cimetière de Montmartre, décore la tombe de Mieczysław Kamieński.

Le parc du château de Montrésor.
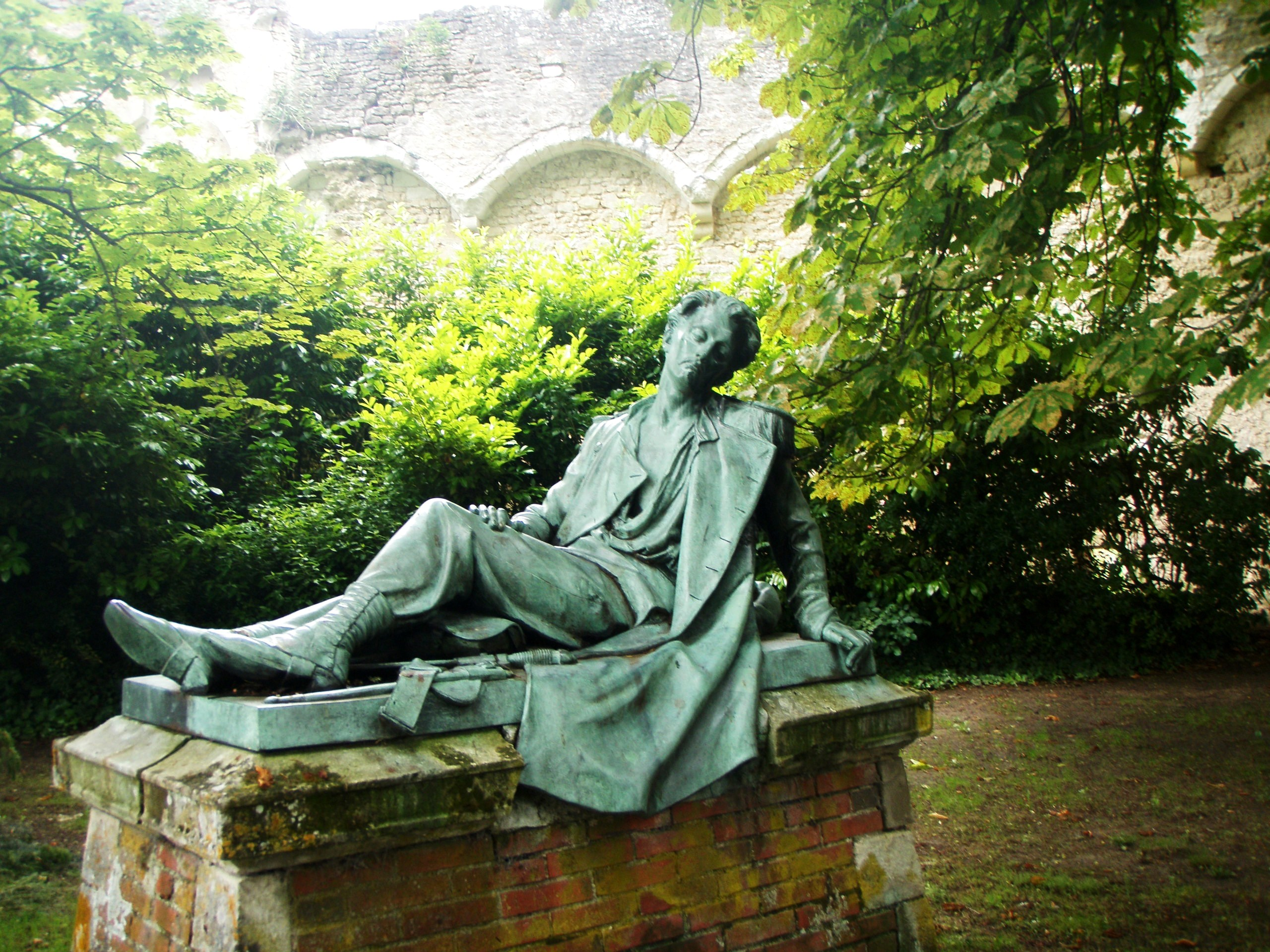
Le soldat mourant, de Jules Franceschi.
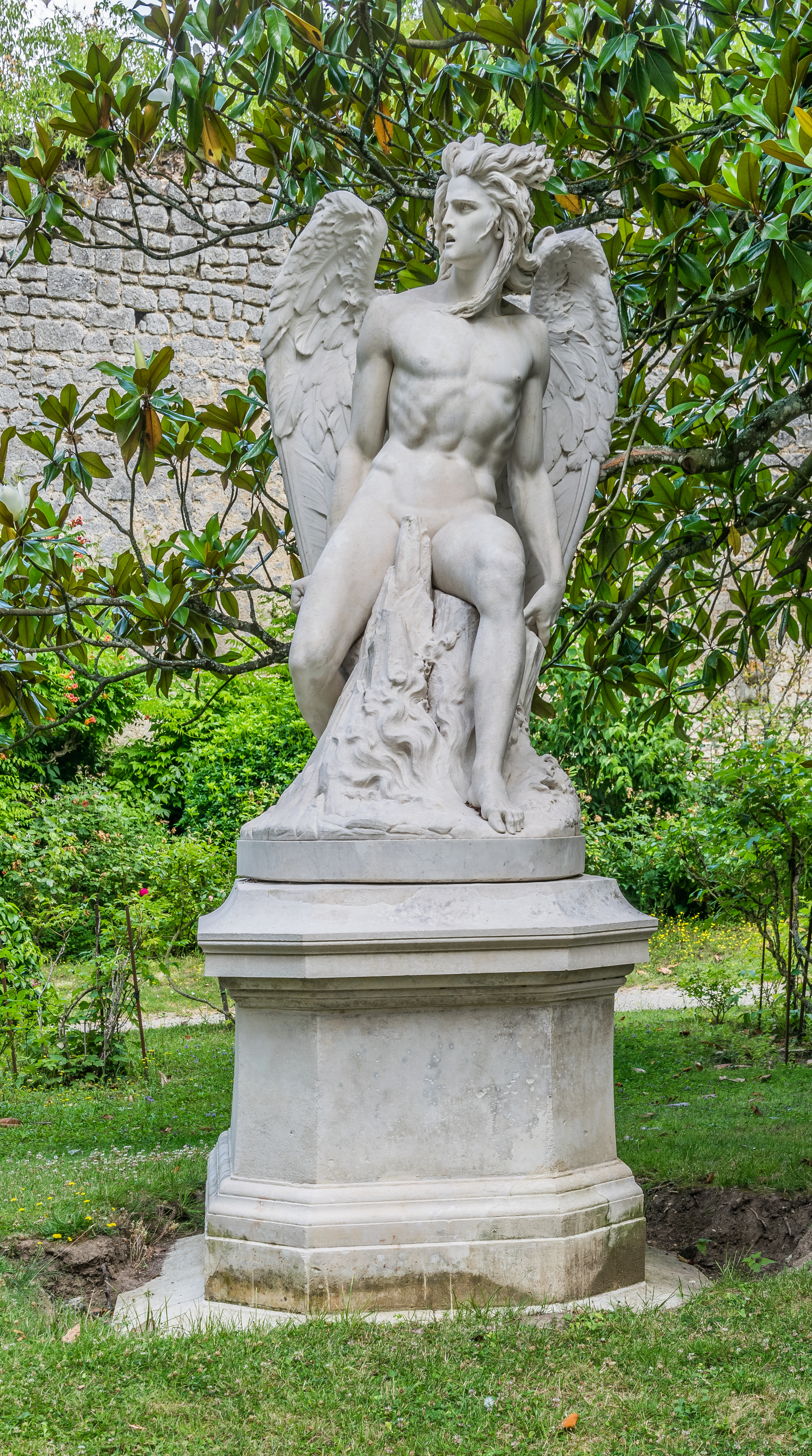
L'ange déchu, de Costantino Corti.
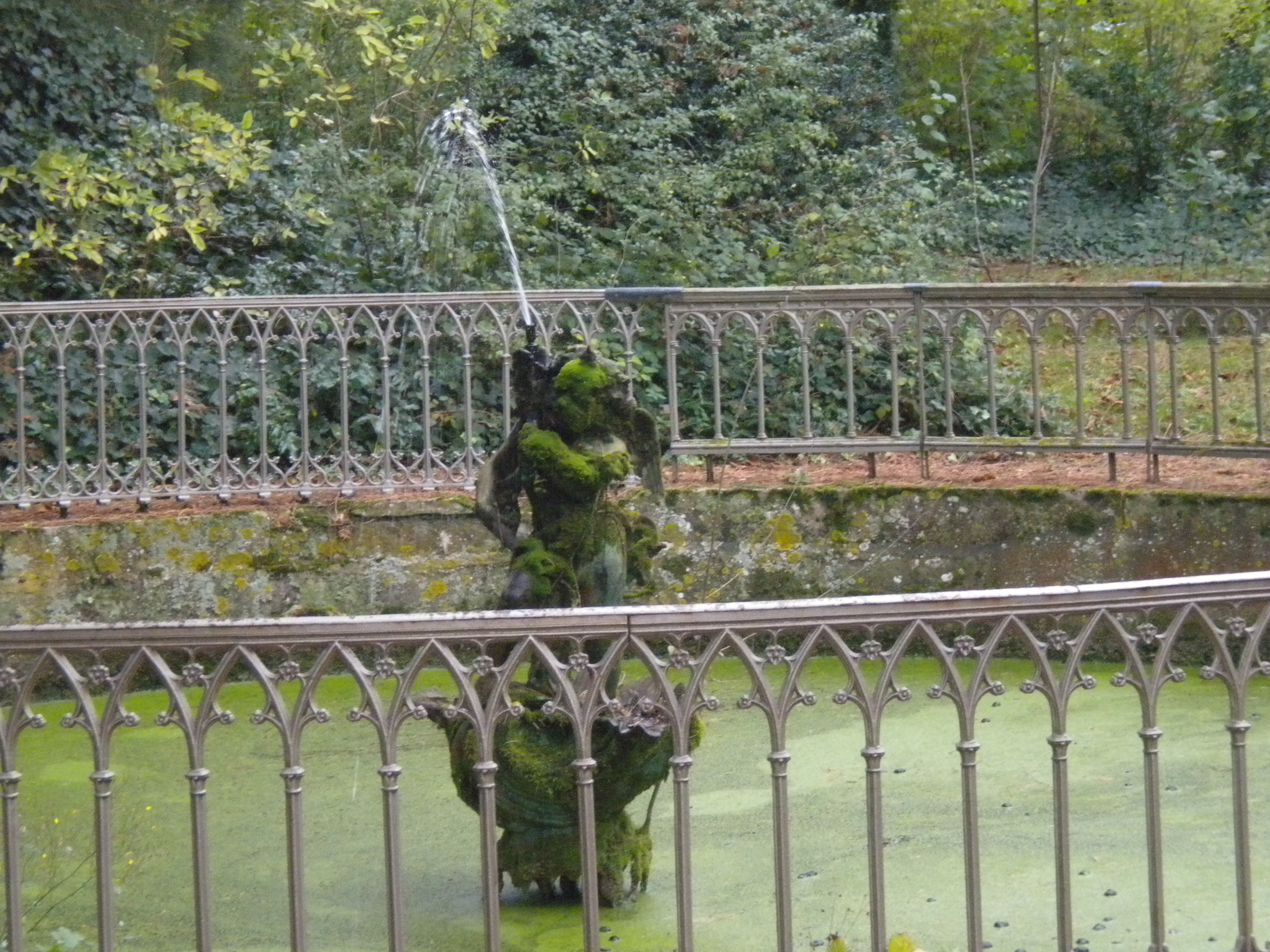
Le jet d'eau, dans le bassin du parc.

## Tourisme, arts et culture

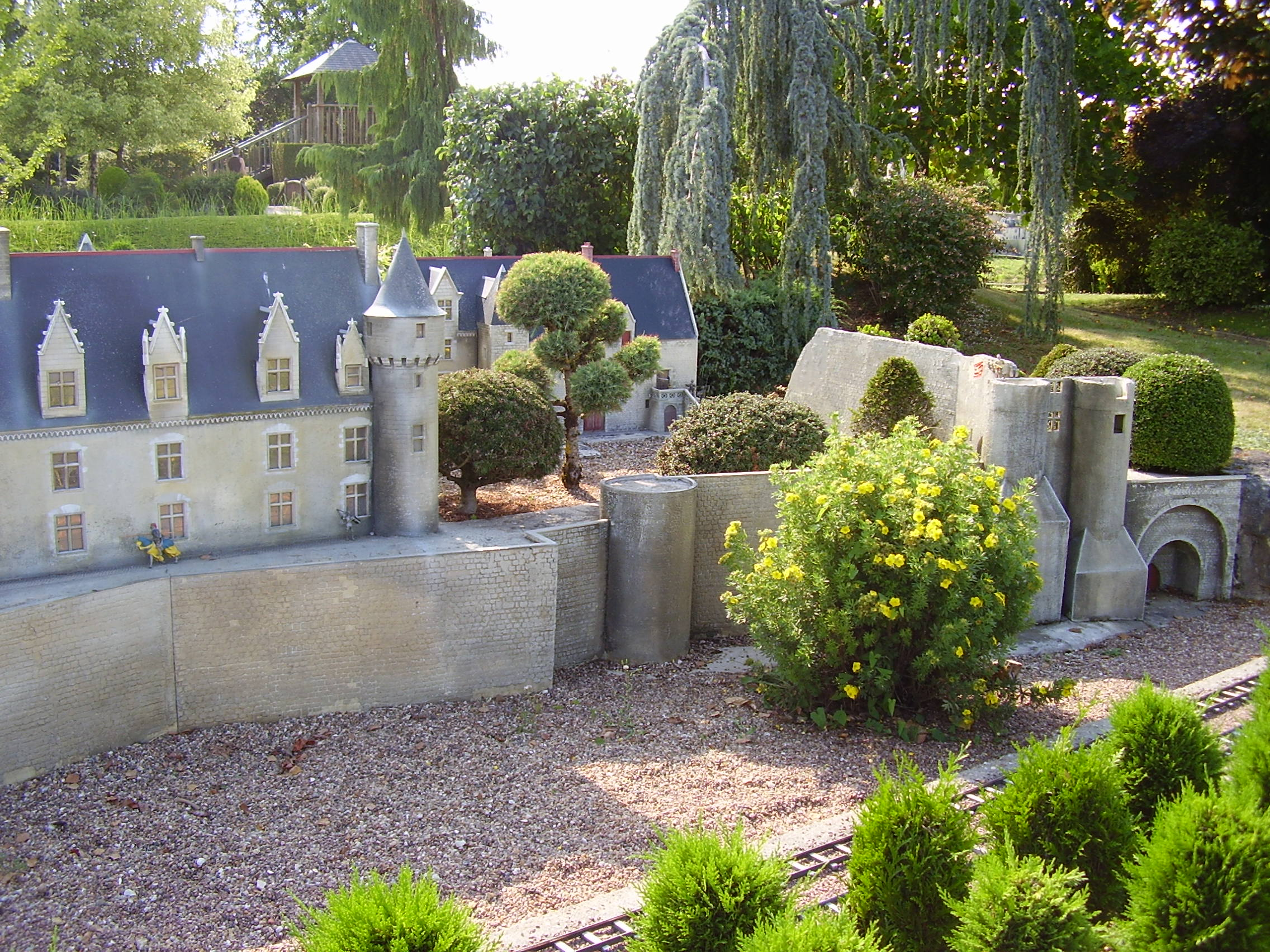
Maquette du château de Montrésor.

En 2015 et depuis plus de quinze ans, le site du château de Montrésor à l'exception des communs — c'est-à-dire le logis Renaissance, le parc et les enceintes — est ouvert au public et les visites sont libres. Le village de Montrésor et le château accueillent chaque année environ quatre-vingt mille visiteurs. Dans le parc Mini-Châteaux d'Amboise se trouve, parmi les quarante-neuf reproductions au 1⁄25 des châteaux de la Loire, une maquette du château de Montrésor.
L'histoire de Montrésor, avec une large part consacrée à son château au XIXe siècle, a fait l'objet d'un documentaire d'une durée de 26 min diffusé le 10 mai 2012 sur Arte, l'un des quarante épisodes de la série Villages de France,.